# Во'
Во̀' (на италиански и на венециански: Vo') е малко градче и община в Северна Италия, провинция Падуа, регион Венето. Разположено е на 19 m надморска височина. Населението на общината е 3396 души (към 2010 г.).
Официално името на градчето се пише с апостроф, но често се намира формата без знака, Vo (Во).